# 차이나 필립스
차이나 필립스(Chynna Phillips, 1968년 2월 12일 ~ )는 미국의 가수, 배우이다. 미국의 포크 록 그룹 마마스 앤 파파스의 멤버 존 필립스와 미셸 필립스의 딸이다.